# Австралийская монархия
Австралийская монархия (англ. Monarchy of Australia) — система конституционного управления в форме федеративной монархии, при которой Корона является главой государственной власти в Австралийской федерации, формируя вокруг себя парламентскую демократию Вестминстерского типа. Иногда, для того чтобы подчеркнуть реально существующее положение вещей в политическом устройстве государства, Австралию называют «Коронованной республикой», имея при этом в виду, что, несмотря на то, что Австралия формально остается монархией, по своему духу это республика. Однако, проведенный в 1999 году референдум о преобразовании Австралии в республику успеха не имел.
В настоящий момент монархом Австралии является Карл III. Он взошёл на престол 8 сентября 2022 года. Члены королевской семьи время от времени выполняют частные и официальные обязанности внутри страны, а также от имени Австралии за рубежом. Однако только роль Короля закреплена конституцией и только он имеет некоторые права исполнительной власти. Несмотря на то, что некоторые права принадлежат непосредственно монарху, большую часть конституционных и церемониальных обязанностей на территории Австралии выполняет представитель монарха в Австралии, генерал-губернатор, в соответствии с конституцией страны и Патентом, выданным Королём. В каждом штате монарх представлен губернатором, назначаемым непосредственно монархом, по представлению премьер-министра штата. Во время своего непосредственного пребывания на территории штата, монарх принимает на себя все обязанности губернатора. В австралийских территориях монарх представлен либо непосредственно генерал-губернатором Австралии, либо опосредованно через администраторов, назначаемых генерал-губернатором. Власть монарха ограничена также законами, согласно которым он представлен в парламенте генерал-губернатором, а повседневные исполнительные функции исполняет кабинет министров.
Монарх Австралии, помимо того, что занимает пост главы государства, одновременно остаётся монархом всех пятнадцати стран, являющихся Королевствами Содружества.

## Иностранные и внутренние дела
Монархом Австралии является то же лицо, которое является монархом 14 остальных королевств Содружества, входящих, в свою очередь, в состоящее из 54 членов Содружество наций. Политическими советниками Короны Австралии исключительно являются австралийские федеральные министры и губернаторы штатов. В соответствии с австралийским законом 1986 года, британское или какое-либо другое иностранное правительство не может быть советником монарха касательно австралийской политики.

### Финансирование
Австралия не выплачивает никаких денег на содержание короля, за исключением случаев, когда монарх находится на австралийской территории, либо действует за границей от имени Австралии. В таких случаях австралийское федеральное правительство поддерживает исполнение его обязанностей, то же относится и к членам королевской семьи. Обычно правительство оплачивает все расходы только генерал-губернатора Австралии, и губернаторов, представляющих Корону в стране.

## Конституционная роль
Представителем Короны в Австралии является Генерал-губернатор, и губернаторы отдельных австралийских штатов. Одной из основных обязанностей генерал-губернатора является назначение премьер-министра, возглавляющего Кабинет. Роль генерал-губернатора является символической, как законной власти, под началом которой функционируют все государственные учреждения Австралии.

### Правительство
На практике обычно министры напрямую используют Королевскую Прерогативу, включающую права объявлять войну, заключать мир и командовать австралийскими вооружёнными силами. Генерал-губернатор имеет права распускать и созывать парламент, назначать выборы, но на деле он никогда этого не совершает без рекомендаций премьер-министра, за исключением острых конституционных кризисов. В частности, подобное вмешательство генерал-губернатора имело место в 1975 году в ходе конституционного кризиса.
Генерал-губернатор обязан назначить премьер-министром Австралии лицо, завоевавшее поддержку большинства в австралийской Палате представителей. Обычно премьер-министром становится лидер партии парламентского большинства. В случае, если ни один из кандидатов в премьеры не смог добиться поддержки большинства Палаты представителей, генерал-губернатор может назначить премьер-министра по своему усмотрению.
Генерал-губернатор назначает министра короны, который, однако, подотчётен австралийскому парламенту.

### Иностранные дела
Королевская Прерогатива распространяется также на иностранные дела. Генерал-губернатор рассматривает и ратифицирует международные договоры. Однако они не должны противоречить законам Австралии; для подписания международных конвенций, кроме того, требуется принятие соответствующего решения парламентом.
Генерал-губернатор утверждает назначения австралийских послов, и принимает послов иностранных государств. Кроме того, выдача паспортов также входит в Королевскую Прерогативу, так что австралийские паспорта ссылаются на генерал-губернатора, как на представителя Короны.
Генерал-губернатор Австралии, будучи представителем в Австралии Его Величества Карла III, запрашивает у всех, кого это может касаться, свободно пропустить подателя сего, австралийского гражданина и оказать ему всяческую поддержку и защиту, в которой он может нуждаться.

### Парламент
Монарх, наряду с Сенатом и Палатой Представителей, является одной из трёх составляющих австралийского парламента. Власть Короны отражена в символике обеих палат парламента, однако монарх никак не участвует в законотворческой деятельности.
Генерал-губернатор имеет право на созыв и роспуск парламента, новая парламентская сессия начинается с традиционной Тронной речи, которую произносит монарх либо генерал-губернатор. Ни монарх, ни вице-король не имеют права входить в Палату Представителей, так что речь произносится в здании Сената. В этих случаях депутаты Палаты Представителей вызываются на заседание в Сенат, для чего существует особая должность посланника Короны, который стучится в традиционно закрытые двери нижней палаты парламента.
Все законы Австралии, за исключением принимаемых Законодательным Собранием Австралийской Столичной Территории, формально утверждаются генерал-губернатором, либо соответствующими губернаторами штатов, и скрепляются Большой Австралийской Печатью, либо печатями соответствующих штатов. Генерал-губернатор имеет право отказаться утверждать законопроект «ради удовольствия Короля», а король, по совету британского правительства, имеет право отклонить законопроект в течение года после его утверждения генерал-губернатором. На практике, однако, такое право никогда не использовалось.
Каждый вновь избранный парламентарий (сенатор или член Палаты представителей), вступая в должность, в соответствии с гл. 42 конституции Австралии обязан принести присягу (англ. oath) или заявление (affirmation) о верности правящему в данный момент британскому монарху и его/её наследникам и правопреемникам, поскольку король или королева Великобритании является, согласно конституции, главой австралийского государства.

### Суд
Монарх лично не выполняет судебных функций, но правосудие осуществляется от его имени. Сессии Верховного Суда открываются со слов «Верховный Суд Австралии заседает; Боже, храни короля/королеву», а уголовные процессы ведутся по формуле «Король/Королева против Имярек», либо «Корона против Имярек». В соответствии с практикой, сложившейся с колониальных времён, суды штатов содержат герб Британии, за исключением суда штата Новый Южный Уэльс, установившего взамен собственный герб.
Закон гласит, что «король всегда прав», так что монарх не может быть объектом судебного преследования, хотя возбуждение дел против Короны (то есть, таким образом, против правительства) возможно.
Монарху также принадлежит право помилований, которое реализуется губернаторами отдельных штатов.

### Штаты и территории
Монарх назначает, по совету премьер-министров соответствующих штатов, губернаторов штатов. Две австралийские Территории, Северная Территория и Австралийская Столичная Территория, во многих отношениях схожи с австралийскими штатами, однако управляются непосредственно Австралийским содружеством. Здесь генерал-губернатор, по совету австралийского федерального правительства, назначает Администраторов.

## Монархия и австралийские Вооружённые Силы
Ст. 68 австралийской Конституции гласит, что генерал-губернатор, как представитель Королевы/Короля, является главнокомандующим австралийскими вооружёнными силами. Однако в реальности генерал-губернатор не играет никакой роли в военной системе, а вооружённые силы подчиняются министерству обороны.
Военно-морские суда Австралии традиционно называются «австралийскими судами Её/Его Величества», а большинство пехотных полков — «королевскими австралийскими полками».
Ряд членов королевской семьи являются почётными шефами различных австралийских частей и соединений: королевского полка австралийской артиллерии, королевского австралийского медицинского корпуса, королевского австралийского бронетанкового корпуса, и королевского австралийского корпуса связи.